# آتش غرور (فیلم)
آتش غرور (به انگلیسی: The Bonfire of the Vanities) فیلمی محصول سال ۱۹۹۰ به کارگردانی برایان دی پالما است. در این فیلم بازیگرانی همچون تام هنکس، بروس ویلیس، ملانی گریفیث، کیم کاترال، سال روبینک، مورگان فریمن، لن کینگ، جان هنکاک، کوین دان، مری آلیس، کرت فولر، رابرت استیونس، ریچارد لیبرتینی، کلیفتون جیمز، بت بروریک، کیرستن دانست، هرالدو ریورا و اف. موری آبراهام ایفای نقش کرده‌اند.